# Субантарктический пояс
Субантаркти́ческий по́яс, субанта́рктика, Субанта́рктика — природный географический пояс в Южном полушарии, граничащий с антарктическим поясом (Антарктикой) на юге и умеренным поясом на севере.
Весь пояс — океанический, с множеством небольших островов. Чётких границ пояс не имеет. Южная граница — северная часть или граница Южного океана (Течение Западных ветров), на севере к субантарктическим островам иногда относят Тристан-да-Кунья и остров Амстердам с умеренным морским климатом. Другие источники границу субантарктики относят между 65—67° и 58—60° южной широты. Пояс характеризуется сильными ветрами, атмосферные осадки — около 500 мм в год. В северной части пояса осадков больше.
Флора и фауна присущи и антарктическому поясу, и умеренному, но есть и эндемичные виды. Воды богаты рыбой, крилем и планктоном, распространены киты, у островов — тюлени и пингвины.
Крупнейшие острова — Кергелен, Принс-Эдуард, Крозе, Новозеландские субантарктические острова, Херд и Макдональд, Маккуори, Эстадос, Диего-Рамирес, Фолклендские острова, Южная Георгия, Южные Сандвичевы острова и др., которые лежат в зоне океанических лугов, покрытых травами, лишайниками, реже — кустарниками.